# 布勢古墳
布勢古墳（ふせこふん）は、鳥取県鳥取市布勢にある古墳。1974年12月23日、国の史跡に指定された。

## 位置・周辺遺跡
布勢古墳は、湖山池東岸、標高30メートルほどの独立丘陵上にある前方後円墳で、1972年に存在が確認され、1974年12月23日に国の史跡に指定された。
湖山池周辺には古くから人々が暮らしを営んだ跡があり、縄文・弥生・古墳の各時代の遺跡が豊富に残っている。湖山池の東・南岸には多数の古墳が集積し、前方後円墳は南東岸の桶間1号墳（全長92メートル）、北東岸の大熊段1号墳（46.5メートル）と三浦1号墳（30メートル）など計13基を数える。布勢古墳はこれらの古墳と同様、当地の有力豪族の墓とみられるものである。

## 遺構
墳丘は前方部を西へ向け、全長59メートル、後円部径30メートル、同高さ5メートル、前方部幅20メートルを測る。未発掘古墳のため、埋葬施設については未詳である。遺物としては墳丘から採集された土師器、須恵器、埴輪の各小片があるのみだが、これら遺物の年代から、古墳は6世紀前半の築造と推定される。